# Paul Warhurst
Paul Warhurst (* 26. September 1969 in Stockport) ist ein ehemaliger englischer Fußballspieler. Vorwiegend in der Innenverteidigung eingesetzt, zeitweise auch im Mittelfeld und vor allem später auch sporadisch als Stürmer agierend, gewann er 1995 mit den Blackburn Rovers die englische Meisterschaft. Er galt vor allem in seinen letzten aktiven Jahren als „Wandervogel“ und spielte insgesamt für 16 verschiedene Klubs. Für Länderspiele in der englischen A-Nationalmannschaft reichte es nach acht Einsätzen für die U-21-Auswahl nicht.

## Profikarriere

### Erste Stationen (1988–1993)
Paul Warhurst, dessen Vater Roy in den 1940er- und 1950er-Jahren ein erfolgreicher Fußballer gewesen war, begann seine eigene Laufbahn als Jugendspieler von Manchester City. Der Sprung in den Erwachsenenbereich war im Sommer 1988 jedoch mit einer mangelnden Perspektive versehen und so heuerte er im Oktober 1988 für gerade einmal 10.000 Pfund eine Liga tiefer beim zweitklassigen Oldham Athletic an. Dort absolvierte er am 29. Oktober 1988 gegen den FC Portsmouth (1:1) sein Ligadebüt und bestritt bis zum Ende der Saison 1988/89 noch drei weitere Partien – davon war jedoch nur eine über die vollständigen 90 Minuten. Der sportliche Durchbruch erfolgte in der anschließenden Spielzeit 1989/90 und neben den 30 Meisterschaftspartien war der Einzug ins FA-Cup-Semifinale, das mit einer knappen Niederlage gegen Manchester United endete, ein großer Erfolg für den 20-Jährigen als Spieler eines Second-Division-Klubs. Ebenso knapp war sein Scheitern im Ligapokalendspiel 1990 gegen Nottingham Forest (0:1). Nach einem weiteren Jahr in der zweiten Liga wechselte er im Juli 1991 für 750.000 Pfund zum höherklassigen Sheffield Wednesday und etablierte sich dort auf Anhieb. Besonders im zweiten Jahr, als die Premier League in ihre erste Saison ging, machte er als gelernter Defensivspieler auch durch Offensivqualitäten und sechs Toren nachhaltig auf sich aufmerksam. Dazu erreichte er im FA Cup das Endspiel gegen den FC Arsenal, in dem er erst im Wiederholungsspiel am FC Arsenal mit 1:2 nach Verlängerung scheiterte.

### Blackburn Rovers (1993–1997)
Kurz nach Beginn der Saison 1993/94 wechselte Warhurst für eine Ablösesumme von 2,7 Millionen Pfund zu den aufstrebenden Blackburn Rovers, die im Jahr zuvor als Aufsteiger unter Trainer Kenny Dalglish den vierten Rang belegt hatten und sich zu einem ernsthaften Meisterschaftsaspiranten entwickelten. Warhurst debütierte am 12. September 1993 beim 1:0-Sieg gegen den FC Liverpool für den neuen Klub, verletzte sich aber kurz darauf nach 25 Minuten in der Partie gegen Swindon Town. Aufgrund seines Beinbruchs tat er sich anschließend schwer, sich in die Mannschaft auf dem Weg zur Vizemeisterschaft zurück zu kämpfen und kam spät in der Saison 1993/94 nur noch sporadisch über Einwechslungen zum Zuge.
Erst in der Saison 1994/95 fand er wieder häufiger Berücksichtigung, wobei ihm seine Vielseitigkeit auf den diversen Mittelfeld- und Abwehrpositionen zugutekam. Er profitierte von der Langzeitverletzung von Stammkraft David Batty, vertrat diesen im Mittelfeldzentrum, agierte dann aber gelegentlich auch als Rechts- oder Innenverteidiger und nach der Verletzung von Jason Wilcox zeitweise auf dem linken Flügel. Am Ende gewann er mit den Rovers die englische Meisterschaft, war dabei in 27 Partien präsent gewesen, musste aber in der Schlussphase erneut pausieren, nachdem er sich das andere Bein gebrochen hatte.
Er kehrte Ende September 1995 in den Kader zurück, wurde danach aber weiter durch kleinere Blessuren und Krankheiten zurückgeworfen und stand hauptsächlich in Champions-League-Partien in der Startelf – maßgeblich dafür war, dass den Rovers zu wenig spielberechtigte Akteure zur Verfügung standen. Hier war er auch beim einzigen Sieg gegen Rosenborg Trondheim (4:1) im Team, musste später aber nach seiner Hinausstellung vorzeitig den Platz verlassen. Weiteres Unglück ereilte ihm bei seinem einzigen Premier-League-Auftritt in der Saison von Beginn an, das im März 1996 gegen Leeds United (1:0) mit einem Rippenbruch endete. Die Saison 1996/97 war Warhursts letzte Spielzeit in Blackburn. Dabei absolvierte er die ersten vier Spiele als Stürmer, riss sich in der letzten Partie davon einen Muskel, wodurch eine neue Pause bis Februar 1997 notwendig wurde. Seine wenigen sportlichen Höhepunkte fanden in den Begegnungen mit Manchester United statt, in denen Warhurst seine beiden einzigen Saisontore gelangen. Im August 1997 wechselte er schließlich für 1,25 Millionen Pfund zum Ligakonkurrenten Crystal Palace.

### Crystal Palace (1997–1998)
Der Neuanfang gestaltete sich bei Crystal Palace nach mit drei Toren in den ersten sechs Spielen vielversprechend, bevor sich Warhurst im Januar 1998 in einem FA-Cup-Spiel zum dritten Mal ein Bein brach. Zum Ende der Saison 1997/98 kehrte er in die Mannschaft zurück und bekleidete dabei zumeist die Rolle des Ausputzers. Neben den Blessuren plagte die Familie Warhurst das Heimweh und so bat er zu Beginn der neuen Spielzeit 1998/99 um einen Wechsel in den Norden Englands. Einig wurde man sich schließlich im November 1998 und vereinbarte ein Leihgeschäft mit dem Zweitligisten Bolton Wanderers.

### Bolton Wanderers (1998–2003)
Bei den „Trotters“ herrschte gegen Ende 1998 ein Personalmangel in Bezug auf geeignete Abwehrspieler und so war Warhurst dort höchst willkommen. Gemeinsam mit Jon Newsome, der ebenfalls ausgeliehen worden war, bildete er im Team von Sam Allardyce die Innenverteidigung, die schließlich keines von der anfänglich sechs Spielen verlor. Daraufhin entschlossen sich die beiden Parteien zu einem dauerhaften Transfer und so wechselte Warhurst für 800.000 Pfund Ende Dezember fest nach Bolton, wo er fortan seine Vielseitigkeit bewies und dabei auch als Mittelstürmer aushalf. Weiterhin wurde er aber durch stetige Verletzungspausen geplagt und die längste ununterbrochene Serie in der Saison 1999/2000 bestand aus lediglich sechs Partien. Ungeachtet dieser Probleme kämpfte er sich immer wieder in die Mannschaft zurück und aufgrund seiner Spielübersicht und Passsicherheit war er im Mittelfeldzentrum zunehmend ein wichtiges Element. Im entscheidenden Spiel im Kampf um einen Play-off-Platz gegen Norwich City (1:0) zeigte er eine derart gute Leistung, dass er zum besten Spieler („Man of the Match“) ausgezeichnet wurde, aber in den Entscheidungsspielen selbst scheiterte er bereits im Halbfinale an Ipswich Town (2:2, 3:5). Auch in der Spielzeit 2000/01 fehlte er früh zwei Monate aufgrund von Oberschenkelproblemen, aber spätestens gegen Ende der Runde war er gleichsam im Defensiv- und Mittelfeldzentrum ein Schlüsselspieler im letztlich erfolgreichen Aufstiegskampf, ohne jedoch später bei den entscheidenden Play-off-Siegen selbst dabei gewesen zu sein.
Zurück in der höchsten englischen Spielklasse stand Warhurst 25 Mal in der Premier League in der Startelf von Bolton und dort wurde er gleichsam im defensiven Mittelfeld als auch in der Vierer-Abwehrkette eingesetzt. Mit seiner Erfahrung und Beständigkeit war er somit ein nicht unwichtiger Faktor im positiv verlaufenden Kampf um den Klassenerhalt. Die anschließende Saison 2002/03 war dann aber Warhursts letztes Jahr auf sportlich höchstem Niveau. Dabei waren die Blessuren ebenso verantwortlich wie zunehmend härtere Konkurrenz im Kader, wie beispielsweise im Mittelfeld durch den französischen Weltmeister Youri Djorkaeff. Bis Ende 2002 kam er nur auf sieben Erstligaeinsätze und im März 2003 lieh ihn sein Klub für die restlichen Saisonspiele an den Zweitligisten Stoke City aus. Nach seiner Rückkehr nach Bolton fand er auch zu Beginn der Spielzeit 2003/04 keine weitere Berücksichtigung mehr bei den Trotters und so einigte man sich im Oktober 2003 auf einen ablösefreien Wechsel zum Drittligisten FC Chesterfield, bei dem Warhurst einen Vertrag mit kurzfristiger Laufzeit unterzeichnete.

### Karriereausklang (2003–2007)
Der einmonatige Aufenthalt in Chesterfield war der Auftakt für eine kleine „Odyssee“ bei englischen Drittligisten und so stand Warhurst in derselben Saison noch für kurze Zeit beim FC Barnsley (Dezember 2003 bis Januar 2004) unter Vertrag, war danach für Carlisle United (Februar bis März 2004) aktiv, bevor ihn im März 2004 Grimsby Town verpflichtete. Nächste Station war ab November 2004 der FC Blackpool, ebenfalls in der dritten Liga beheimatet, die mittlerweile Football League One hieß. Dort absolvierte er bis Ende März 2005 vier Meisterschaftsspiele und bestritt die Endphase der Saison 2004/05 außerhalb der Football League bei den fünftklassigen Forest Green Rovers. Im August 2005 heuerte Warhurst beim Viertligisten AFC Wrexham an. Dort sollte Warhurst der jungen Mannschaft Erfahrung und Stabilität verschaffen und schoss bei seinem zweiten Ligaauftritt direkt ein Tor. Trotzdem gelang ihm nicht der dauerhafte Sprung in die Startformation und so verließ er den Klub kurz nach dem Jahreswechsel wieder.
Ende März 2005 fand er im Ligakonkurrenten FC Barnet einen neuen Arbeitgeber, etablierte sich dort nach der Verletzung von Ismail Yakubu im Abwehrzentrum an der Seite von Simon King und war nicht unwesentlich dafür mitverantwortlich, dass der Klub den Abstieg verhinderte. So „verdiente“ er sich ein weiteres Profijahr in Barnet und zeigte im Team von Paul Fairclough erneut seine vielseitige Einsetzbarkeit vom Abwehrzentrum bis in die Angriffsspitze. Dennoch tat er sich schwer damit, eine konstante Serie guter Leistungen zu erbringen und es überraschte wenig, dass Verein und Spieler sich zum Ende der Saison 2006/07 auf ein Ende der gemeinsamen Zeit einigten.
Letzte Station in Warhursts Profikarriere war das fünfklassige Northwich Victoria. Er schloss sich dem Verein im September 2007 an und nach dem Rücktritt von Trainer Neil Redfearn übernahm er auf Interimsbasis auch dessen Nachfolge. Zur gleichen Zeit kam er noch zweimal selbst zum Einsatz. Obwohl er auch als dauerhafter Trainer eingeplant war, verließ er den Klub vor der endgültigen Entscheidung und trat vollständig vom Profifußballgeschäft zurück.

## Titel/Auszeichnungen
- Englische Meisterschaft (1): 1995